# Елегантна масловка
Елегантната масловка, още красива масловка (Suillus grevillei), е вид ядлива, базидиева гъба от семейство масловкови (Suillaceae).

## Описание
Шапката ѝ е с диаметър около 3 – 10 cm, с гладка, лъскава и слузеста повърхност. Ръбът е първоначално подвид навътре, а по-късно изправен. Пънчето е цилиндрично, плътно и твърдо, с размери 6 – 10 × 1 – 2 cm.